# Себастиан фон Папенхайм
Себастиан фон Папенхайм (на немски: Sebastian von Pappenheim; † 1536) е дворцов служител, саксонски съветник и от 1529 г. имперски наследствен маршал на сеньорат Папенхайм в Бавария.

## Биография
Той е единственият син на Георг I (II) фон Папенхайм († 1470) и съпругата му Пракседис Пфлуг фон Рабенщайн. Внук е на Конрад II фон Папенхайм († 14 април 1482) и Доротея фон Лабер († 15 септември 1477).
Баща му Георг умира преди баща си. Така Себастиан получава директно от дядо си Конрад II фон Папенхайм наследството Грефентал. През 1483 г. получава Грефентал от курфюрст Ернст от Саксония и херцог Албрехт III. През 1487 г. той придружава херцозите до Райхстага в Нюрнберг.
През 1492 г. Себастиан тръгва на война с императосрската войска на Фридрих III против Шарл VIII от Франция, понеже той държал херцогинята на Бретан, която е запланувана за втора съпруга на сина на император Максимилиан I. Походът завършва на 23 май 1493 г. с мирния договор в Санлис. Себастиан поема сеньората през 1529 г., през 1530 г. той придружава Йохан Твърди от Саксония в Райхстага в Аугсбург.

## Фамилия
Себастиан фон Папенхайм се жени за Урсула фон Валенрот. Те имат четири деца:
- Георг II фон Папенхайм († 1532)
- Витус фон Папенхайм († 10 юли 1556), женен за Елизабет I фон Бранденщайн († 1560)
- Ахац фон Папенхайм († 22 февруари 1561), женен за Елизабет II фон Бранденщайн
- Сибила фон Папенхайм, омъжена за Диц фон Вюрцбург